# ピカール群
数学では、環付き空間 X のピカール群(Picard group)は、 X 上の可逆層（もしくは、直線束）の同型類 Pic(X) がなす群であり、その演算はテンソル積から定まる。この構成は、因子類群やイデアル類群の構成の大域的なバージョンであり、代数幾何学や複素多様体の理論でよく使われる。
ピカール群は、層コホモロジー群
{\displaystyle H^{1}(X,{\mathcal {O}}_{X}^{*})}
としても定義することができる。
整スキーム(integral scheme)に対して、ピカール群はカルティエ因子の類群と同型であることを示すことができる。複素多様体に対し、指数層系列は、ピカール群の基本的な情報を与える。
エミール・ピカール (Émile Picard) の理論、特に代数曲線の因子の理論から、ピカールの名前がついている。

## 例
- デデキント整域のスペクトルのピカール群は、デデキント整域のイデアル類群である．

- 体 k の射影空間 Pn(k) の可逆層は、ねじり（英語版）(Twisting sheaf)層 {\displaystyle {\mathcal {O}}(m),\,} であるから、Pn(k) のピカール群は Z に同型である。

- k 上の 2 つの原点をもつアフィン直線のピカール群は、Z に同型である。

## ピカールスキーム
ピカール群（の表現可能函手(representable functor)のバージョンでの）スキーム構造の構成であるピカールスキーム (Picard scheme) は、代数幾何学、特にアーベル多様体の双対理論(duality theory of abelian varieties)では重要なステップである。ピカールスキームはGrothendieck & 1961/62で構成されていて、また、Mumford (1966)やKleiman (2005)にも記載がある。ピカール多様体は、古典的な代数幾何学のアルバネーゼ多様体の双対である。
古典的な代数幾何学で最も重要な場合は、標数が 0 の体の上の非特異な完備多様体(complete variety) V に対し、ピカールスキームの単位元の連結成分は、Pic0(V) と書かれ、アーベル多様体である。V が曲線である特別な場合は、この成分が V のヤコビ多様体である。しかしながら、正標数では、井草準一は被約でない Pic0(S) を持つ、従ってアーベル多様体とはならない、滑らかな射影曲面 S の例を構成した。
商 {\displaystyle \operatorname {Pic} (V)/\operatorname {Pic} ^{0}(V)} は有限生成アーベル群であり、V のネロン・セヴィリ群と呼ばれ、NS(V) と書く。言い換えると、ピカール群は次の完全系列に適合する。
{\displaystyle 1\to \mathrm {Pic} ^{0}(V)\to \mathrm {Pic} (V)\to \mathrm {NS} (V)\to 0.\,}
ランクが有限であるという事実は、フランシス・セヴィリ(Francesco Severi)の基底定理(theorem of the base)である。ランクは V のピカール数 (Picard number) であり、しばしば ρ(V) と書かれる。幾何学的には NS(V) は、V 上の因子の代数的同値(algebraic equivalence)類を記述する。すなわち、因子の一次系(linear equivalence of divisors)の代わりにより強い非線型な同値関係を用いると、分類は離散的な不変量となり扱いやすい。代数的同値は交叉数による本質的にトポロジカルな分類である数値的同値(numerical equivalence)と密接に関係している。

## 相対的ピカールスキーム
f: X → S をスキームの射とする。相対的ピカール函手(relative Picard functor)（あるいは、スキームであれば相対的ピカールスキーム）は、任意の S-スキーム T に対し、
{\displaystyle \operatorname {Pic} _{X/S}(T)=\operatorname {Pic} (X_{T})/f_{T}^{*}(\operatorname {Pic} (T))}
により与えられる。ここに、{\displaystyle f_{T}:X_{T}\to T} は f のベースチェンジであり、fT * はその引き戻しである。
（次数がピカール群 Xs に対して定義されているとき、）すべての幾何学的生成点 s → T に対し、s に沿う L の引き戻し {\displaystyle s^{*}L} が、ファイバー Xs 上の可逆層として、次数 r であれば、{\displaystyle \operatorname {Pic} _{X/S}(T)} の L が次数 r であると言う。

## 環のピカール群
「Die Picardgruppe von Ringen」を参照。

## 参照項目
- 層コホモロジー
- カルティエ因子
- 正則ラインバンドル
- イデアル類群
- アラケロフ類群（英語版）(Arakelov class group)